# Gesellschaft zur Förderung angewandter Informatik
Gesellschaft zur Förderung angewandter Informatik e. V. (GFaI) ist ein gemeinnütziger, industrienaher Forschungsverein mit Sitz in Berlin-Adlershof. Der Verein wurde 1990 gegründet und verbindet praxisorientierte Forschung mit Wissenstransfer und wirtschaftlicher Anwendung. Die GFaI entwickelt IT-Lösungen für Unternehmen und öffentliche Einrichtungen. Ihr Selbstverständnis fasst sie unter dem Leitmotiv: „Forschung. Bildung. Technik.“

GFaI Gebäude Adlershof

Neben der Forschung engagiert sich die GFaI in der Ausbildung und Qualifizierung von Fachkräften. In Zusammenarbeit mit Hochschulen fördern wir den Wissenstransfer und begleiten Studierende sowie Nachwuchstalente auf ihrem Weg in die Praxis.

## Wirkungsbereiche

### Forschung
Die GFaI betreibt anwendungsnahe Forschung im Bereich der Informatik, insbesondere mit Bezug zur industriellen Praxis. In interdisziplinären Forschungsbereichen werden öffentlich geförderte Projekte ebenso wie bilaterale Entwicklungsaufträge bearbeitet.
Forschungsschwerpunkte sind:
- Optische Prüf- und Messtechnik – industrielle Bildverarbeitung wie z.B. für mehr Tierwohl Projekt KiTi in Zusammenarbeit mit der iASP[2], Objektanalyse und Mustererkennung.
- Schall- und Schwingungsanalyse – Analyse, Lokalisierung und Visualisierung akustischer Quellen (u. a. mit der Akustischen Kamera), ref. Beamforming
- 3D-Datenverarbeitung und Robotik – 3D-Scanning, CAD, Robotik und automatisierte Fertigungsplanung.
- Energie- und Umwelttechnik – Optimierung von Energiesystemen, CO₂-Bilanzierung und Nachhaltigkeitsanalysen.
- Netzwerkinfrastruktur und Sicherheitstechnik – IT-Managementsysteme und Gebäudetechnik.
- Automatisierte Planung und Prozessoptimierung – intelligente Produktionssteuerung, Bahnplanung.
- Datenbank- und Assetmanagement – unter anderem für Forensik und Kriminaltechnik.
- Wissensbasierte Dialogsysteme – Wissensgraph-Technologie und Natural Language Processing.

### Bildung
Ein zentrales Anliegen der GFaI ist die Förderung junger Talente in den MINT-Fächern. In Kooperation mit Hochschulen und Forschungseinrichtungen bietet sie:
- Betreuung von Bachelorarbeiten, Masterarbeiten und Forschungspraktika
- Teilnahme an Veranstaltungen wie dem Girls’ Day, der Langen Nacht der Wissenschaften oder MINT-Workshops
- Förderung von Nachwuchs durch den GFaI-Nachwuchspreis

Die GFaI ist An-Institut der Hochschule für Technik und Wirtschaft Berlin und kooperiert mit weiteren Bildungseinrichtungen und Fachhochschulen.

### Technik
Der Bereich Technik umfasst den Technologietransfer von Forschungsleistungen in marktfähige Lösungen für die Industrie. Forschungsergebnisse werden durch Softwareprodukte, Systeme und Beratungsangebote zur praktischen Anwendung gebracht.

## Organisation
Die GFaI ist als gemeinnütziger eingetragener Verein organisiert. Der Sitz des Vereins ist in Berlin im Wissenschafts- und Technologiepark Berlin-Adlershof. Die GFaI beschäftigt etwa 150 Mitarbeitende (Stand: 2025).
Vereinsorgane sind Vorstand, Geschäftsführung, Forschungsbeirat und die Mitgliederversammlung. Die Mitglieder stammen aus Wirtschaft, Wissenschaft und öffentlichen Institutionen – darunter zahlreiche KMU, Hochschulen und Forschungseinrichtungen.
Die GFaI ist Mitglied der Zuse-Gemeinschaft, des Verbands Innovativer Unternehmen e. V. und kooperiert mit weiteren Netzwerken der angewandten Forschung.
Vorstandvorsitzender: Holger Schlingloff
Geschäftsführer: Gregor Wrobel

## Veranstaltungen
Die GFaI richtet regelmäßig Workshops und Fachveranstaltungen aus, u. a.:
- GFaI Future Tech Day: Workshops u.a. AI4EA – Artificial Intelligence for Engineering Applications: Workshop zur Anwendung von KI in industriellen Prozessen und 3D-iSA – 3D Imaging for Smart Applications: Veranstaltungsreihe zu 3D-Technologien in Industrie, Forensik und Medizin
- BeBeC - Berlin Beamforming Conference (Mitveranstalter)

## Auszeichnungen
- Nominierung für den Deutschen Zukunftspreis (2005)
- Auszeichnungen beim Otto-von-Guericke-Preis[6], diversen Innovations- und Technologiewettbewerben
- Auszeichnungen für Software- und Forschungsprojekte, z.B. Innovation Award 2020 des Magazins Schaltschrankbau[7], Nachwuchspreise und Best Paper Awards.
- Innovationspreis Berlin Brandenburg 2003[8] für die Entwicklung der Akustischen Kamera und war mehrfach für den Deutschen Zukunftspreis nominiert.